# 체파가티
체파가티(이탈리아어: Cepagatti)는 이탈리아 아브루초주 페스카라도에 위치한 코무네다.